# Costache Caragiale
Costache Caragiale (Bukurešt, 29. ožujka 1815. – 13. veljače 1877.), rumunjski glumac, dramaturg i kazališni redatelj koji je odigrao važnu ulogu u razvitku rumunjskog kazališta.
Rođen u Bukureštu. Prvi put nastupio na kazališnim daskama 1835. i već 1838. organizirao kazališnu družinu u Iaşiju u Moldaviji koja je postala dio prvog Rumunjskog narodnog kazališta. Radio je u mnogim rumunjskim pokrajinskim kazalištima, posebno u Iaşiju, Craiovi i Botoşanima. Poticao je izvođenje aktualnih rumunjskih dramaturga, posebno djela Vasile Alecsandrija i Constantina Negruzzija. Od 1852. do 1855. bio je prvi ravnatelj Nacionalnog kazališta u Bukureštu. Napisao je nekoliko drama i dvije komedije.
Stric rumunjskog književnika Iona Luce Caragialea i stariji brat glumca i kazališnog redatelja Iorgua Caragialea.

## Radovi
- Scrieri a lui Costache Caragiale,1840.
- Epistolă către Grigore Alexandrescu, 1841.
- Leonil sau Ce produce dispreţul, 1841.
- O repetiţie moldovenească sau Noi şi iar Noi, 1844., komedija
- O soaré la mahala sau Amestecul de dorinţi, komedija
- Îngâmfata plăpumăreasă sau Cucoană sunt
- Doi coţcari sau Feriţi-vă de răi ca de foc
- Învierea morţilor
- Urmarea coţcarilor
- Prologul pentru inaugurarea noului teatru din Bucureşti, (1852.), 1881.
- Teatrul Naţional în Ţara Românească, (1855.), 1867.

### Prijevodi
- Furiosul, ("Orlando Furioso" ?), 1840.